# I love you love me love
I love you love me love is een single van Gary Glitter. Het is afkomstig van zijn album Remember me this way. Het nummer is een zeer trage glamrocksong, waarbij Glitter zich in zijn glitterpak hees en met een ontblote behaarde borstkas zong.

## Hitnotering
Het plaatje haalde hitnoteringen in België, Engeland, Nederland, Noorwegen en Oostenrijk.

### Nederlandse Top 40
| Hitnotering: week 50/1973 t/m 4/1974 | Hitnotering: week 50/1973 t/m 4/1974 | Hitnotering: week 50/1973 t/m 4/1974 | Hitnotering: week 50/1973 t/m 4/1974 | Hitnotering: week 50/1973 t/m 4/1974 | Hitnotering: week 50/1973 t/m 4/1974 | Hitnotering: week 50/1973 t/m 4/1974 | Hitnotering: week 50/1973 t/m 4/1974 | Hitnotering: week 50/1973 t/m 4/1974 |
| Week:                                | 1                                    | 2                                    | 3                                    | 4                                    | 5                                    | 6                                    | 7                                    |                                      |
| ------------------------------------ | ------------------------------------ | ------------------------------------ | ------------------------------------ | ------------------------------------ | ------------------------------------ | ------------------------------------ | ------------------------------------ | ------------------------------------ |
| Positie:                             | 31                                   | 26                                   | 21                                   | 10                                   | 10                                   | 21                                   | 29                                   | uit                                  |

### NederlandseDaverende 30
| Hitnotering: 8-12-1973 t/m 25-1-1974 | Hitnotering: 8-12-1973 t/m 25-1-1974 | Hitnotering: 8-12-1973 t/m 25-1-1974 | Hitnotering: 8-12-1973 t/m 25-1-1974 | Hitnotering: 8-12-1973 t/m 25-1-1974 | Hitnotering: 8-12-1973 t/m 25-1-1974 | Hitnotering: 8-12-1973 t/m 25-1-1974 | Hitnotering: 8-12-1973 t/m 25-1-1974 |
| Week:                                | 1                                    | 2                                    | 3                                    | 4                                    | 5                                    | 6                                    |                                      |
| ------------------------------------ | ------------------------------------ | ------------------------------------ | ------------------------------------ | ------------------------------------ | ------------------------------------ | ------------------------------------ | ------------------------------------ |
| Positie:                             | 30                                   | 25                                   | 23                                   | 13                                   | 10                                   | 19                                   | uit                                  |

### BelgischeBRT Top 30
| Hitnotering: 22-12-1973 t/m 25-1-1974 | Hitnotering: 22-12-1973 t/m 25-1-1974 | Hitnotering: 22-12-1973 t/m 25-1-1974 | Hitnotering: 22-12-1973 t/m 25-1-1974 | Hitnotering: 22-12-1973 t/m 25-1-1974 | Hitnotering: 22-12-1973 t/m 25-1-1974 | Hitnotering: 22-12-1973 t/m 25-1-1974 | Hitnotering: 22-12-1973 t/m 25-1-1974 |
| Week:                                 | 1                                     | 2                                     | 3                                     | 4                                     | 5                                     | 6                                     |                                       |
| ------------------------------------- | ------------------------------------- | ------------------------------------- | ------------------------------------- | ------------------------------------- | ------------------------------------- | ------------------------------------- | ------------------------------------- |
| Positie:                              | 15                                    | 22                                    | 21                                    | 24                                    | 19                                    | 17                                    | uit                                   |

### Britse Single Top 50
De verkoopcijfers in de Benelux staken schril af ten opzichte van de Britse, in het Verenigd Koninkrijk haalde het vier weken een eerste plaats.
| Hitnotering: 17-11-1973 t/m 22-2-1974 | Hitnotering: 17-11-1973 t/m 22-2-1974 | Hitnotering: 17-11-1973 t/m 22-2-1974 | Hitnotering: 17-11-1973 t/m 22-2-1974 | Hitnotering: 17-11-1973 t/m 22-2-1974 | Hitnotering: 17-11-1973 t/m 22-2-1974 | Hitnotering: 17-11-1973 t/m 22-2-1974 | Hitnotering: 17-11-1973 t/m 22-2-1974 | Hitnotering: 17-11-1973 t/m 22-2-1974 | Hitnotering: 17-11-1973 t/m 22-2-1974 | Hitnotering: 17-11-1973 t/m 22-2-1974 | Hitnotering: 17-11-1973 t/m 22-2-1974 | Hitnotering: 17-11-1973 t/m 22-2-1974 | Hitnotering: 17-11-1973 t/m 22-2-1974 | Hitnotering: 17-11-1973 t/m 22-2-1974 | Hitnotering: 17-11-1973 t/m 22-2-1974 |
| Week:                                 | 1                                     | 2                                     | 3                                     | 4                                     | 5                                     | 6                                     | 7                                     | 8                                     | 9                                     | 10                                    | 11                                    | 12                                    | 13                                    | 14                                    |                                       |
| ------------------------------------- | ------------------------------------- | ------------------------------------- | ------------------------------------- | ------------------------------------- | ------------------------------------- | ------------------------------------- | ------------------------------------- | ------------------------------------- | ------------------------------------- | ------------------------------------- | ------------------------------------- | ------------------------------------- | ------------------------------------- | ------------------------------------- | ------------------------------------- |
| Positie:                              | 1                                     | 1                                     | 1                                     | 1                                     | 2                                     | 2                                     | 2                                     | 3                                     | 7                                     | 13                                    | 13                                    | 16                                    | 26                                    | 32                                    | uit                                   |